# Баран сніговий
Баран сніговий (Ovis nivicola) — вид ссавців родини бикових.

## Підвиди
Grubb (2005) виділив чотири підвиди: O. n. nivicola, O. n. borealis, O. n. kodarensis, O. n. koriakorum. Тим не менш, багато російські автори визнають іншого набору підвиди: O. n. nivicola Eschscholtz, 1929 (Камчатка); O. n. borealis Severtzov, 1873 (Таймир); O. n. alleni Matsche, 1907 (Східний Сибір, Яблоновий і Становий хребти, до Верхоянського хребта на півночі); O. n. lydekkeri Kowarzik, 1913 (Північно-Східний Сибір, від Лени на заході до Станового хребта на сході та Верхоянського хребта на півдні); і O. n. koriakorum Tschernyavsky, 1962 (Чукотський півострів і Коряцький район) (K. Tsytsulina pers. comm.). Очевидно підвидового таксономії залишається невизначеною.

## Поширення
Цей вид зустрічається в Росії, в горах Путорана, в північно-центральній частині Сибіру, північному сході Сибіру від річки Лени на схід до Чукотки і Камчатки. Живе в скелястих, гірських районах, вище 1700 м над рівнем моря в Путорана Платона і вище 2000 м над рівнем моря в решті частини свого ареалу. 

## Поведінка
Як правило, неемігруючий, але це робить короткі сезонні рухи. Період вагітності близько 8,5 місяців. На початку весни вагітні самиці залишають стада і в кінці травня чи в червні вони народжують одне дитинча. У стадах червня відбувається перегрупування. Старі самці утворюють невеликі групи і живуть окремо до пізньої осені, в той час як інші тварини утворюють змішані череди. Спаровування відбувається в листопаді - грудні, після чого протягом всеї зимівлі сніговий баран перебуває в змішаних групах (15 - 20 осіб). Їх раціон складається в основному з трав, а також з лишайників, мохів та вербових пагонів. Самиці стають статевозрілими в 2 роки, в той час як самці — у віці бл. 5 років. Baskin (1985) повідомляє, що їх максимальна тривалість життя набагато більше, ніж у інших диких Ovis.

## Фізичні дані
Ovis nivicola досягає довжини тіла від 140 до 160 сантиметрів, хвіст близько 10 см завдовжки. В плечах висота становить близько 95-110 сантиметрів і вага від 60 до 120 кг. Хутро сіро-коричневе влітку, взимку  пухнасте і світло-коричневого кольору. Ніс має білий колір і контрастує з темною рештою голови. Вуха маленькі і темно-сірі. Обидві статі мають роги, але вони значно менші, ніж у тісно пов'язаного Ovis canadensis. Роги самців до 90 сантиметрів у довжину, вони повернуті назад, вниз і навколо вух і знову запущені у другий оберт в старих самців. Роги самиць набагато менші.

## Загрози та охорона
Браконьєрство, як кажуть, призводить принаймні до 6000 смертей снігових баранів на рік, але в основному це впливає на тварин, що живуть недалеко від людських поселень. O. n. nivicola був внесений до категорію III до Червоної книги Росії (Ivanenko, 1999). Незважаючи на це, деякі з них були недавно знайдені серед мисливських трофеїв. O. n. koriakorum віднесені до категорії II до Червоної книги Росії (1983).